# Premio de Arte de la Ciudad de Oslo
El Premio de Arte de la Ciudad de Oslo (Oslo bys kunstnerpris) se otorga anualmente por contribuciones a las artes por la ciudad de Oslo, Noruega.
El Premio de Arte de la Ciudad de Oslo se ha otorgado todos los años desde 1978, con la excepción de 1991 cuando el premio no se otorgó debido a la falta de fondos. Desde su creación, el premio se ha distribuido a 4-5 destinatarios anualmente. El premio se "otorga a personas que en el pasado o en años recientes han hecho un logro sobresaliente en el mundo del arte de Oslo".
El premio consiste en un diploma y una cantidad monetaria. El premio se otorga con mayor frecuencia simultáneamente con la presentación del Premio de Cultura de la Ciudad de Oslo, que consiste en una medalla de bronce y una cantidad monetaria.

## Ganadores
A lo largo de los años, numerosas personas y entidades han sido reconocidas por sus destacadas contribuciones a la cultura, el arte, la música, la literatura y otras disciplinas en Oslo.
2023
- KiGO - Kultur i Gamle Oslo
- Det Andre Teatret
- Oliver Lovrenski
- Open House Oslo
- Dagny Drage Kleiva

2022
- Lars Ø. Ramberg
- Elina Krantz
- Søndre Aas gård og miljøsenter
- London Pub
- Bislet Bok

2021
- Eva Lie
- Tigerstadsteatret
- Liz Ramsey por Blank Space Oslo
- SALT
- Anastasia y Frank Isachsen por el festival de luces Fjord Oslo

2020
- Zeshan Shakar
- Last Train
- Musti
- Oslo Soul Children
- Vebjørn Sand y Eimund Sand por «Roseslottet»

2019
- Samisk Hus Oslo
- «Blokk til blokk», espectáculo de concierto – SPKRBOX por Cici Henriksen y Jonathan Orellana *Castro, Don Martin, Felipe Orellana Castro y Hedda Sandvig
- Inger Sannes, escultora
- Østensjø barne- og ungdomsteater
- Frank Znort Quartet

2018
- radiOrakel
- Pride Art, espacio de Oslo Pride para la difusión del arte
- Alexandra Archetti Stølen, directora del festival
- Yousef Hadaoui, comediante
- Leif Gjerland, escritor y divulgador de historia

2017
- Oslo & Oslo Ess por el festival BY:LARM
- Peer Osmundsvaag, organizador de conciertos
- Morten Andersen, fotógrafo
- Anne Beate Hovind, jefa de proyectos
- Merete Lingjærde, pedagoga de danza

2016
- Iffit Qureshi, fotoperiodista
- Julie Andem, guionista y directora
- Lise Nordal, coreógrafa y pedagoga
- Fellesverkstedet, centro cultural
- Sporveismuseet

2015
- Sykehusklovnene, artistas escénicos
- Kåre Nordstoga, organista
- Mette Hellenes, creadora de cómics y artista plástica
- Siri Seljeseth, guionista y actriz
- Nico & Vinz, dúo de rap

2014
- Kingwings Crew, grupo de breakdance
- Georgiana Keable, narradora
- Faridah Shakoor, directora artística del festival de cine Abloom
- Solfrid Molland, pianista, cantante y compositora
- Stakkars oss, fotoblog

2013
- Siri Nilsen, cantante, músico, compositora, actriz y bailarina
- Tronsmo Bokhandel
- Sølvi Edvardsen, coreógrafa
- Shwan Dler Qaradaki, artista
- Else Kåss Furuseth, comediante de stand-up y presentadora

2012
- Fam Irvoll, diseñadora de moda
- Anne Sewitsky, directora de cine
- Karsten Alnæs, escritor
- Karpe Diem, dúo de rap
- Blå, escenario de conciertos y club

2011
- Erik Poppe, director de cine
- New Orleans Workshop Jazzclub, el club de jazz más antiguo de Noruega
- Mara Acantalicio, artista escénica
- Steffen Kverneland, creador de cómics
- Lars Fiske, creador de cómics
- Lotte Konow Lund, artista plástica

2010
- Hans-Erik Dyvik Husby, cantante y músico
- Freddy Haugan, bailarín/coreógrafo
- Oslo Gospel Choir, coro
- Sampda "Samsaya" Sharma, cantante y artista
- Maria Sundby, artista plástica

2009
- Tine Thing Helseth, músico
- Foreningen GranittRock, festival
- Hooman Sharifi, coreógrafo
- Frid Ingulstad, escritora
- Vanessa Baird, artista plástica

2008
- Gjøril Songvoll, cantante de ópera
- Adil Khan, bailarín/actor
- Hariton Pushwagner (Terje Brofos), artista plástico
- D/S Børøysund
- Lasse Skagen, Film fra Sør

2007
- Javid Afsari Rad, músico
- Bente Johnsrud, directora del Festival Internacional de Música Sacra de Oslo
- Queendom, grupo de teatro
- Christopher Nielsen, creador de cómics
- Jon Larsen, músico

2006
- Felix Peikli, clarinetista
- Guri Egge, cantante y pedagoga
- Hege Schøyen, actriz y comediante
- Marianne Skovli Aamodt, coreógrafa
- Victor Lind, artista plástico

2005
- Raya Bielenberg, cantante, bailarina y artista
- Juni Dahr, actriz
- Sivathas Sivabalasingam, trabajador cultural, bailarín y poeta
- Eyvind Skeie, trabajador cultural y escritor/poeta
- Lisa Tønne, comediante

2004
- Ingrid Bjørnov, músico, compositora y artista
- Finn Graff, dibujante
- Loan Tp Hoang, bailarín
- Anne Marit Jacobsen, actriz
- Knut Nystedt, compositor, director y organista

2003
- Shikha Chandra, bailarina y pedagoga
- Catharina Chen, violinista
- Lasse Kolstad, actor y cantante
- Iben Sandemose, escritora y artista plástica
- Morten Tyldum, cineasta

2002
- Ørnulf Gulbransen, músico y pedagogo
- Lise Myhre, dibujante
- Anette Solberg Andresen, textil y artesanía
- Dennis Storhøi, actor
- Aage Teigen, iniciador y director general del Festival de Jazz de Oslo

2001
- Benaissa Ahssain, bailarín y actor
- Sidsel Endresen, músico
- Marianne Heske, artista plástica
- Tom Tellefsen, actor
- Bjørg Vik, escritora

2000
- Bente Guro Møller, directora de museo
- Carl Magnus «Calle» Neumann, músico
- Veslemøy Nystedt Stoltenberg, artista plástica
- Arve Opsahl, actor
- Bertine Zetlitz, músico/escritor

1999
- Ulla-Mari Brantenberg, artesana/artista del vidrio
- Jamshed Masroor, escritor y poeta
- Alf Bastiansen, arquitecto
- Jo Strømgren, coreógrafo
- Siri Torjesen, cantante

1998
- Bergljot Hobæk Haff, escritora
- Eyvind Hellstrøm, restaurador
- Are Kalvø, humorista
- Cecilie Ore, compositora
- Espen Skjønberg, actor

1997
- Anne-Lise Berntsen, cantante
- Tore Heramb, pintor
- Indra Lorentzen, bailarina
- Svein Tindberg, actor
- Lars Lillo-Stenberg,

1996
- Per Ung,
- Cliff Moustache, trabajador de teatro
- Ragnhild Sørvig, directora de la Asociación de Teatro Aficionado
- Minken Fosheim, trabajadora cultural y actriz
- Christian Eggen, pianista, compositor y director

1995
- Kampen Janitsjarorkester
- Morten Krogvold, fotógrafo
- Jorunn Kirkenær, bailarina
- Tove Nilsen, escritora

1994
- Kjell Aukrust,
- Karin Berg, conservadora
- Kjersti Germeten, directora artística
- Thomas Thiis Evensen, arquitecto

1993
- Roy Jacobsen, escritor
- Ellen Horn, directora de teatro
- Rafael Goldin, Museo de Arte Infantil
- Frans Widerberg, pintor

1992
- Lars Saabye Christensen, escritor
- Inger Buresund, directora artística y administrativa del Teatro Black Box
- Terje Tønnesen, violinista
- Alf Næsheim, dibujante

1991
- El premio no fue otorgado debido a la falta de fondos

1990
- Anne Brown, cantante
- Carsten Hopstock, conservador
- Barth Niawa, bailarín
- Nils Torp, arquitecto

1989
- Agnes Randers-Pehrson, directora
- Hilde Mæhlum, escultora
- Brynjar Hoff, oboísta
- Servicio de Parques e Instalaciones Deportivas,

1988
- Arne Christiansen, intendente
- Anne-May Nilsen, directora de teatro y actriz
- Jon Christensen, músico de jazz
- Doxrud-Mjøset-Eggen,

1987
- Gerd Kjølaas, bailarina
- Torill Thorstad Hauger, escritora
- Tone Vigeland, orfebre
- Arquitectos Thorenfeldt

1986
- Brit Fuglevaag, artista textil
- Finn Ludt, músico
- Ulf Aas,
- 4B Arkitekter,

1985
- Liv Dommersnes,
- Olav Mosebekk, pintor y dibujante
- Arne Hestenes,
- Arquitectos Eliassen y Lambertz-Nilssen,

1984
- Coreógrafa Kjersti Alveberg,
- St. Hallvard-guttene,
- Lillebjørn Nilsen,
- Alex Christiansen, Arquitecto MNAL

1983
- Astrid Sommer, actriz
- Bjarne Nerem, músico
- Sverre Heiberg, fotógrafo
- Firma de arquitectura Torp & Torp

1982
- Eva Knardahl, pianista
- Henki Kolstad, actor
- Elisabeth Gording, directora del Teatro Infantil y Juvenil
- Selskabet for Oslo Byes Vel, (premio de arquitectura y medio ambiente)

1981
- Rolf Ramm Østgaard, arquitecto
- Finn Carling, escritor
- Karin Krog,cantante de jazz
- Jens Graff, bailarín

1980
- Preben Krag y Jens Selmer, arquitectos
- Birgit Strøm, directora de teatro de marionetas
- Nina Sundbye, escultora
- Rolf Karlsen, organista catedralicio

1979
- Nils Holter, arquitecto
- Benny Motzfeldt, artista del vidrio
- Vessa Hanssen, cantante
- Anne-Cath. Vestly,

1978
- Synnøve Anker Aurdal, artista textil
- Anne Borg, bailarina
- Jan Garbarek, músico
- Inger Sitter, pintora